# Skála ÍF
Skála ÍF is een voetbalclub uit Skáli op het eiland Eysturoy van de Faeröer. De club speelt in de Meistaradeildin, de hoogste voetbalklasse. De club werd op 15 mei 1965 opgericht. De clubkleuren zijn oranje-zwart.

## Mannen
In 2000 werd Skála ÍF kampioen van 3. Deild, dat toen ook nog de derde divisie was. In 2001 eindigden de oranje-zwarten op de tweede plaats in de 2. Deild en plaatsten ze zich voor promotie-degradatiewedstrijden. Er volgde promotie na een dubbel tegen B71 Sandur (thuis 0-1, uit 4-1). Daarmee volgde er promotie naar de hoogste klasse, toen nog 1. Deild genaamd.
In 2002 wisten ze met een punt meer de promotie-degradatiewedstrijden te ontlopen. In 2003 moesten ze wel de eindronde om het behoud spelen, nadat men een punt meer haalde dan degradant FS Vágar. Skála ÍF handhaafde zich over twee duels tegen TB Tvøroyri op het hoogste niveau. Het seizoen erna eindigde de club op de derde plaats en in 2005 zelfs als tweede, met slechts vier punten achterstand op HB Tórshavn. Dat resulteerde in deelname (seizoen 2006/07) aan de UEFA Cup. Skála kwam nog tot 2008 uit op het hoogste niveau, dat inmiddels werd vernoemd naar Meistaradeildin. In dat jaar degradeerde de club nadat men als tiende en laatste eindigde. Na zeven seizoenen moest men afdalen naar de tweede klasse, dat inmiddels de naam 1. Deild had gekregen.
Skála eindigde het eerste jaar - in het seizoen 2009 - op de negende plaats en degradeerde direct door naar de 2. Deild. Hier werd in 2010 de tweede plaats behaald, waardoor de club direct terug promoveerde naar de 1. Deild. In 2013 werd wederom de Meistaradeildin bereikt, middels de tweede plaats achter divisiekampioen B68 Toftir. In 2014 degradeerde de club, maar werd in 2015 kampioen en promoveerde weer terug naar het hoogste voetbalniveau.

### Erelijst
1. Deild
kampioen in 2015
3. Deild
kampioen in 2000

### Eindklasseringen
| 1 |

| 6 |

| 2 |

| 6 |

| 7 |

| 5 |

| 3 |

| 7 |

| 10 |

| 4 |

| 2 |

| 9 |

| 5 |

| 1 |

| 10 |

| 1 |

| 2 |

| 8 |

| 9 |

| 3 |

| 2 |

| 7 |

| 6 |

| 10 |

| 9 |

| 1 |

| 4 |

| 3 |

| 2 |

| 9 |

| 1 |

| 8 |

| 6 |

| 6 |

| 6 |

| 10 |

| 1 |

| 10 |

| 1 |

| 9 |

| Niveau 1 | Niveau 2 | Niveau 3 |

Niveau 1 kende in de loop der tijd meerdere namen, meestal vanwege de hoofdsponsor. Zie Meistaradeildin#Competitie.

### Skála in Europa
#Q = #kwalificatieronde, T/U = Thuis/Uit, W = Wedstrijd, PUC = punten UEFA-coëfficiënten .
Uitslagen vanuit gezichtspunt Skála ÍF
| Seizoen | Competitie         | Ronde | Land               | Club           | Totaalscore | 1e W    | 2e W    | PUC |
| ------- | ------------------ | ----- | ------------------ | -------------- | ----------- | ------- | ------- | --- |
| 2005    | UEFA Intertoto Cup | R1    | Vlag van Finland   | Tampere United | 0-3         | 0-2 (T) | 0-1 (U) | 0.0 |
| 2006/07 | UEFA Cup           | 1Q    | Vlag van Noorwegen | IK Start       | 0-4         | 0-1 (T) | 0-3 (U) | 0.0 |

## Vrouwen
Het eerste vrouwenelftal van Skála ÍF nam zeventien keer zelfstandig deel in de 1. Deild voor vrouwen, vanaf 2013 vormt het samen met EB/Streymur een gecombineerd team in deze competitie. In het seizoen 2017 en 2018 werd het landskampioen, maar werd ook de bekerfinale gewonnen waardoor het de dubbel pakte.

### Erelijst
Landskampioen
in 1990, 1992, 2017, 2018
Beker van de Faeröer
winnaar in 1992
finalist in 1990, 2010, 2017, 2018